# Ricardo Domingos Barbosa Pereira
Ricardo Domingos Barbosa Pereira, més conegut com a Ricardo Pereira, (Lisboa, 6 d'octubre de 1993) és un futbolista portuguès que juga de defensa, ja sigui com a central o com a lateral, actualment al Leicester City FC de la Premier League anglesa. És internacional amb la selecció de futbol de Portugal.

## Trajectòria

### Vitória Guimarães
El seu primer equip professional va ser el Vitória Guimarães amb qui va debutar l'1 d'abril del 2012. Després de marcar sis gols a la Taça de Portugal, donant-li el 2-1, i la victòria final al seu equip a la final contra el SL Benfica, diversos equips es van interessar per ell. Aquesta Copa es va convertir en la primera a la història de l'equip.

### Porto / Niça
A l'abril del 2013 fitxa pel FC Porto, després d'una temporada de somni al Vitória Guimarães. Va començar alternant en les dues primeres temporades entre el filial i el primer equip, pel que el 2015 va marxar cedit al OGC Niça.
Després de dues temporades cedit al Niça, va tornar al Porto per a convertir-se en titular amb el club portuguès després del seu bon rendiment en el club francès.

### Leicester
El 19 de maig de 2018 fitxa pel Leicester City FC.

## Carrera internacional
Ricardo va ser internacional amb la selecció de futbol de Portugal en les categories inferiors: sub-19, sub-20, sub-21 i sub-23, acumulant 12 gols marcats entre totes elles.
Amb la selecció absoluta va debutar el 14 de novembre de 2015 en un amistós contra la selecció de futbol de Rússia entrant al camp substituint a Gonçalo Guedes.

## Clubs
| Club              | País       | Any       |
| ----------------- | ---------- | --------- |
| Vitória Guimarães | Portugal   | 2012-2013 |
| FC Porto          | Portugal   | 2013-2018 |
| OGC Niça (cedit)  | França     | 2015-2017 |
| Leicester City FC | Anglaterra | 2018-     |

## Títols
Vitória Guimarães
- Taça de Portugal: 2012–13

Porto
- Primeira Liga: 2017–18[5]

Selecció de Portugal
- Campionat d'Europa de Futbol sub-21 de la UEFA: Subcampió 2015[6]

Individual
- Taça de Portugal: Màxim golejador 2012–13 (6 gols)[7]